# Junior-VM i håndbold 2007 (mænd)
Juniorverdensmesterskabet i håndbold for mænd 2007 var det 16. junior-VM i håndbold for mænd, og turneringen med deltagelse af 20 hold afvikledes i Makedonien i perioden 13. – 26. august 2007.
Turneringen blev vundet af Sverige, som i finalen besejrede Tyskland med 31-29, og som dermed vandt guld ved junior-VM for mænd for anden gang. Bronzemedaljerne gik til de forsvarende mestre fra Danmark, som i bronzekampen vandt 27-26 over Kroatien.

## Slutrunde

### Spillesteder
Kampene blev afviklet i to byer i Makedonien.
| By     | Arena                          | Kampe                                                                                                 | Ohrid Skopje |
| Ohrid  | Sportska Sala Biljanini Izvori | Indledende runde: gruppe A og B Hovedrunde: Alle kampene Alle placeringskampe, semifinaler og finaler | Ohrid Skopje |
| Skopje | SRC Kale                       | Indledende runde: gruppe C og D Placeringsrunde: Alle kampene                                         | Ohrid Skopje |

### Indledende runde
De 20 deltagende hold var inddelt i fire grupper med fem hold i hver, og i hver gruppe spillede holdene en enkeltturnering alle-mod-alle. De fire gruppevindere, de fire -toere og de fire -treere gik videre til kampene om placeringerne 1-12, mens holdene, der sluttede som nr. 4 eller 5 i hver gruppe, spillede videre i kampene om 13.- til 20.-pladsen.
Kampene i gruppe A og B blev spillet i Ohrid, mens gruppe C og D blev afviklet i Skopje.

#### Gruppe A
| Dato  | Tid   | Kamp                  | Res.  | Pause |
| ----- | ----- | --------------------- | ----- | ----- |
| 13.8. | 16:00 | Portugal – Kuwait     | 28–32 | 14-17 |
| 13.8. | 21:00 | Makedonien – Angola   | 39–16 | 15-71 |
| 14.8. | 17:00 | Angola – Portugal     | 24–39 | 13-19 |
| 14.8. | 21:00 | Sverige – Kuwait      | 44–19 | 21-81 |
| 15.8. | 21:00 | Makedonien – Sverige  | 27–30 | 12-13 |
| 16.8. | 17:00 | Kuwait – Angola       | 29–28 | 11-11 |
| 16.8. | 21:00 | Portugal – Makedonien | 31–29 | 15-11 |
| 17.8. | 19:00 | Angola – Sverige      | 13–37 | 18-21 |
| 18.8. | 17:00 | Sverige – Portugal    | 40–29 | 16-13 |
| 18.8. | 21:00 | Kuwait – Makedonien   | 25–27 | 15-14 |

| Hold       | Kampe | Mål       | Point |
| ---------- | ----- | --------- | ----- |
| Sverige    | 4     | 0151-8811 | 8     |
| Kuwait     | 4     | 105-127   | 4     |
| Makedonien | 4     | 122-102   | 4     |
| Portugal   | 4     | 127-125   | 4     |
| Angola     | 4     | 081-144   | 0     |

#### Gruppe B
| Dato  | Tid   | Kamp                 | Res.  | Pause |
| ----- | ----- | -------------------- | ----- | ----- |
| 13.8. | 14:00 | Argentina – Chile    | 36–21 | 14-11 |
| 13.8. | 18:00 | Egypten – Frankrig   | 27–25 | 12-11 |
| 14.8. | 15:00 | Chile – Egypten      | 21–41 | 06-23 |
| 14.8. | 19:00 | Tyskland – Frankrig  | 32–25 | 16-12 |
| 15.8. | 19:00 | Argentina – Tyskland | 18–22 | 10-11 |
| 16.8. | 15:00 | Frankrig – Chile     | 37–14 | 21-61 |
| 16.8. | 19:00 | Egypten – Argentina  | 31–21 | 14-10 |
| 17.8. | 21:00 | Chile – Tyskland     | 17–30 | 19-16 |
| 18.8. | 15:00 | Frankrig – Argentina | 22–18 | 10-91 |
| 18.8. | 19:00 | Tyskland – Egypten   | 28–19 | 10-51 |

| Hold      | Kampe | Mål       | Point |
| --------- | ----- | --------- | ----- |
| Tyskland  | 4     | 0112-7911 | 8     |
| Egypten   | 4     | 0118-9511 | 6     |
| Frankrig  | 4     | 109-910   | 4     |
| Argentina | 4     | 93-96     | 2     |
| Chile     | 4     | 173-144   | 0     |

#### Gruppe C
| Dato  | Tid   | Kamp                  | Res.  | Pause |
| ----- | ----- | --------------------- | ----- | ----- |
| 13.8. | 19:00 | Slovenien – Tunesien  | 34–24 | 12-13 |
| 13.8. | 21:00 | Kroatien – Bulgarien  | 34–17 | 14-71 |
| 14.8. | 17:00 | Tunesien – Kroatien   | 27–29 | 15-15 |
| 14.8. | 21:00 | Rusland – Bulgarien   | 32–23 | 17-13 |
| 15.8. | 21:00 | Slovenien – Rusland   | 25–25 | 15-14 |
| 16.8. | 17:00 | Bulgarien – Tunesien  | 31–38 | 19-18 |
| 16.8. | 21:00 | Kroatien – Slovenien  | 25–25 | 13-15 |
| 17.8. | 19:00 | Tunesien – Kroatien   | 26–28 | 14-12 |
| 18.8. | 17:00 | Bulgarien – Slovenien | 22–41 | 10-21 |
| 18.8. | 21:00 | Rusland – Kroatien    | 26–33 | 12-17 |

| Hold      | Kampe | Mål         | Point |
| --------- | ----- | ----------- | ----- |
| Kroatien  | 4     | 0121-9511   | 7     |
| Slovenien | 4     | 125-961     | 6     |
| Rusland   | 4     | 00111-10711 | 5     |
| Tunesien  | 4     | 0115-1221   | 2     |
| Bulgarien | 4     | 193-145     | 0     |

#### Gruppe D
| Dato  | Tid   | Kamp                  | Res.  | Pause |
| ----- | ----- | --------------------- | ----- | ----- |
| 13.8. | 15:00 | Spanien – Sydkorea    | 37–32 | 19-15 |
| 13.8. | 17:00 | Slovakiet – Brasilien | 33–37 | 12-18 |
| 14.8. | 15:00 | Sydkorea – Slovakiet  | 38–36 | 17-16 |
| 14.8. | 19:00 | Danmark – Brasilien   | 27–22 | 15-11 |
| 15.8. | 19:00 | Spanien – Danmark     | 29–32 | 14-18 |
| 16.8. | 15:00 | Brasilien – Sydkorea  | 31–33 | 14-19 |
| 16.8. | 19:00 | Slovakiet – Spanien   | 24–31 | 19-13 |
| 17.8. | 21:00 | Sydkorea – Danmark    | 30–35 | 18-16 |
| 18.8. | 15:00 | Brasilien – Spanien   | 28–36 | 11-19 |
| 18.8. | 19:00 | Danmark – Slovakiet   | 37–31 | 19-14 |

| Hold      | Kampe | Mål       | Point |
| --------- | ----- | --------- | ----- |
| Danmark   | 4     | 131-112   | 8     |
| Spanien   | 4     | 1133-1160 | 6     |
| Sydkorea  | 4     | 133-139   | 4     |
| Brasilien | 4     | 0118-1291 | 2     |
| Slovakiet | 4     | 124-143   | 0     |

### Hovedrunde
I hovedrunden samledes de fire gruppevindere, de fire -toere og de fire -treere fra den indledende runde i to nye grupper. Holdene fra gruppe A og B samledes i gruppe M-I, og holdene fra gruppe C og D blev samlet i gruppe M-II. I hver gruppe spillede holdene en enkeltturnering alle-mod-alle, og de to gruppevindere og de to -toere kvalificerede sig til semifinalerne, mens treerne gik videre til placeringskampen om femtepladsen. De to firere gik videre til kampen om syvendepladsen, de to femmere til kampen om niendepladsen og de to seksere til kampen om 11.-pladsen. Resultater af indbyrdes opgør mellem hold fra samme indledende gruppe blev overført til hovedrunden, så holdene ikke skulle mødes igen. Begge grupper blev spillet i Ohrid.

#### Gruppe M-I
| Dato  | Tid   | Kamp                  | Res.  | Pause |
| ----- | ----- | --------------------- | ----- | ----- |
| 20.8. | 17:00 | Kuwait – Frankrig     | 20–36 | 12-16 |
| 20.8. | 19:00 | Sverige – Egypten     | 25–28 | 14-12 |
| 20.8. | 21:00 | Makedonien – Tyskland | 20–28 | 10-14 |
| 21.8. | 17:00 | Frankrig – Sverige    | 27–30 | 16-15 |
| 21.8. | 19:00 | Tyskland – Kuwait     | 40–20 | 20-70 |
| 21.8. | 21:00 | Egypten – Makedonien  | 29–32 | 14-17 |
| 22.8. | 17:00 | Kuwait – Egypten      | 29–43 | 14-24 |
| 22.8. | 19:00 | Sverige – Tyskland    | 26–24 | 15-11 |
| 22.8. | 21:00 | Makedonien – Frankrig | 21–27 | 11-11 |

| Hold       | Kampe | Mål       | Point |
| ---------- | ----- | --------- | ----- |
| Sverige    | 5     | 155-125   | 8     |
| Tyskland   | 5     | 1152-1100 | 8     |
| Egypten    | 5     | 146-139   | 6     |
| Frankrig   | 5     | 140-130   | 4     |
| Makedonien | 5     | 127-139   | 4     |
| Kuwait     | 5     | 0113-1901 | 0     |

#### Gruppe M-II
| Dato  | Tid   | Kamp                 | Res.  | Pause |
| ----- | ----- | -------------------- | ----- | ----- |
| 20.8. | 10:00 | Slovenien – Sydkorea | 34–33 | 17-18 |
| 20.8. | 12:00 | Kroatien – Spanien   | 27–25 | 14-15 |
| 20.8. | 14:00 | Rusland – Danmark    | 27–29 | 12-11 |
| 21.8. | 10:00 | Sydkorea – Kroatien  | 24–40 | 13-16 |
| 21.8. | 12:00 | Spanien – Rusland    | 28–26 | 12-12 |
| 21.8. | 14:00 | Danmark – Slovenien  | 29–25 | 15-10 |
| 22.8. | 10:00 | Rusland – Sydkorea   | 35–33 | 15-18 |
| 22.8. | 12:00 | Slovenien – Spanien  | 22–26 | 11-11 |
| 22.8. | 14:00 | Kroatien – Danmark   | 33–29 | 18-15 |

| Hold      | Kampe | Mål       | Point |
| --------- | ----- | --------- | ----- |
| Kroatien  | 5     | 158-129   | 9     |
| Danmark   | 5     | 154-144   | 8     |
| Spanien   | 5     | 145-139   | 6     |
| Slovenien | 5     | 0131-1381 | 4     |
| Rusland   | 5     | 139-148   | 3     |
| Sydkorea  | 5     | 1152-1810 | 0     |

### Placeringsrunde
Placeringsrunden om 13.- til 20.-pladsen havde deltagelse af de otte hold, der endte på fjerde- eller femtepladserne i de indledende grupper. Holdene var opdelt i to grupper med fire hold, der hver spillede en enkeltturnering alle-mod-alle. Begge grupper blev spillet i Skopje.
Vinderne af de to grupper gik videre til placeringskampen om 13.-pladsen. Toerne gik videre til kampen om 15.-pladsen. Treerne spillede om 17.-pladsen, mens firerne måtte tage til takke med at spille om placeringerne 19 og 20.

#### Gruppe P-I
| Dato  | Tid   | Kamp                 | Res.  | Pause |
| ----- | ----- | -------------------- | ----- | ----- |
| 20.8. | 15:00 | Portugal – Chile     | 33–31 | 17-17 |
| 20.8. | 17:00 | Tunesien – Slovakiet | 29–31 | 13-14 |
| 21.8. | 15:00 | Chile – Tunesien     | 27–36 | 14-17 |
| 21.8. | 17:00 | Slovakiet – Portugal | 43–39 | 20-20 |
| 22.8. | 15:00 | Chile – Slovakiet    | 24–32 | 17-16 |
| 22.8. | 17:00 | Portugal – Tunesien  | 34–24 | 19-13 |

| Hold      | Kampe | Mål       | Point |
| --------- | ----- | --------- | ----- |
| Slovakiet | 3     | 106-921   | 6     |
| Portugal  | 3     | 106-981   | 4     |
| Tunesien  | 3     | 89-92     | 2     |
| Chile     | 3     | 1182-1010 | 0     |

#### Gruppe P-II
| Dato  | Tid   | Kamp                  | Res.  | Pause |
| ----- | ----- | --------------------- | ----- | ----- |
| 20.8. | 19:00 | Argentina – Angola    | 34–31 | 15-12 |
| 20.8. | 21:00 | Brasilien – Bulgarien | 37–25 | 19-14 |
| 21.8. | 19:00 | Angola – Brasilien    | 26–42 | 12-22 |
| 21.8. | 21:00 | Bulgarien – Argentina | 23–46 | 11-16 |
| 22.8. | 19:00 | Angola – Bulgarien    | 32–33 | 15-15 |
| 22.8. | 21:00 | Argentina – Brasilien | 29–25 | 13-14 |

| Hold      | Kampe | Mål     | Point |
| --------- | ----- | ------- | ----- |
| Argentina | 3     | 109-791 | 6     |
| Brasilien | 3     | 104-801 | 4     |
| Bulgarien | 3     | 181-115 | 2     |
| Angola    | 3     | 189-109 | 0     |

### Placerings- og finalekampe
Alle kampene blev spillet i Ohrid.
| Dato                | Tid                 | Kamp                  | Res.                | Pause               |                     |
| Kamp om 19.-pladsen | Kamp om 19.-pladsen | Kamp om 19.-pladsen   | Kamp om 19.-pladsen | Kamp om 19.-pladsen | Kamp om 19.-pladsen |
| ------------------- | ------------------- | --------------------- | ------------------- | ------------------- | ------------------- |
| 24.8.               | 11:00               | Angola – Chile        | 38–29               | 14-17               |                     |
| Kamp om 17.-pladsen |                     |                       |                     |                     |                     |
| 24.8.               | 13:30               | Tunesien – Bulgarien  | 39–26               | 19-14               |                     |
| Kamp om 15.-pladsen |                     |                       |                     |                     |                     |
| 24.8.               | 16:00               | Brasilien – Portugal  | 39–41               | 19-13               |                     |
| Kamp om 13.-pladsen |                     |                       |                     |                     |                     |
| 25.8.               | 11:00               | Slovakiet – Argentina | 32–34               | 14-14               |                     |
| Kamp om 11.-pladsen |                     |                       |                     |                     |                     |
| 25.8.               | 13:30               | Sydkorea – Kuwait     | 39–37               | 15-15               |                     |
| Kamp om 9.-pladsen  |                     |                       |                     |                     |                     |
| 25.8.               | 21:00               | Makedonien – Rusland  | 23–30               | 11-18               |                     |
| Kamp om 7.-pladsen  |                     |                       |                     |                     |                     |
| 25.8.               | 16:00               | Slovenien – Frankrig  | 25–28               | 13-15               |                     |
| Kamp om 5.-pladsen  |                     |                       |                     |                     |                     |
| 25.8.               | 18:30               | Egypten – Spanien     | 26–32               | 12-15               |                     |
| Semifinaler         |                     |                       |                     |                     |                     |
| 24.8.               | 18:30               | Sverige – Danmark     | 32–29               | 17-14               |                     |
| 24.8.               | 21:00               | Kroatien – Tyskland   | 22–29               | 11-13               |                     |
| Bronzekamp          |                     |                       |                     |                     |                     |
| 26.8.               | 14:30               | Kroatien – Danmark    | 26–27               | 13-15               |                     |
| Finale              |                     |                       |                     |                     |                     |
| 26.8.               | 17:00               | Sverige – Tyskland    | 31–29               | 13-18               |                     |

| Samlet rangering | Samlet rangering |
| ---------------- | ---------------- |
| Guld             | Sverige          |
| Sølv             | Tyskland         |
| Bronze           | Danmark          |
| 4.               | Kroatien         |
| 5.               | Spanien          |
| 6.               | Egypten          |
| 7.               | Frankrig         |
| 8.               | Slovenien        |
| 9.               | Rusland          |
| 10.              | Makedonien       |
| 11.              | Sydkorea         |
| 12.              | Kuwait           |
| 13.              | Argentina        |
| 14.              | Slovakiet        |
| 15.              | Portugal         |
| 16.              | Brasilien        |
| 17.              | Tunesien         |
| 18.              | Bulgarien        |
| 19.              | Angola           |
| 20.              | Chile            |

### Medaljevindere
| Guld    | Sølv     | Bronze  |
| ------- | -------- | ------- |
| Sverige | Tyskland | Danmark |
| [[]]    | [[]]     | [[]]    |

### MVP
Uwe Gensenheimer blev kåret som turneringens mest værdifulde spiller.

### All star-hold
| Position     | Spiller              |
| ------------ | -------------------- |
| Målmand      | Johan Sjöstrand      |
| Venstre fløj | Karim El Din Shoukry |
| Venstre back | Alen Blažević        |
| Playmaker    | Martin Strobel       |
| Stregspiller | Henrik Toft Hansen   |
| Højre back   | Johan Jakobsson      |
| Højre fløj   | Ivan Čupić           |